# Enzo Pascolo
Enzo Pascolo (Basiliano, 6 aprile 1927 – Udine, 5 settembre 2017) è stato un architetto italiano.

## Biografia
Enzo Pascolo nacque il 6 aprile 1927 a Basiliano, da padre ragioniere e madre maestra elementare. Si laureò presso l'Istituto universitario di architettura di Venezia (IUAV) nel 1956 e intraprese la carriera professionale a Udine dove nel 1957 si iscrisse all'Ordine provinciale degli architetti. Iniziò la sua attività nello studio del fratello Paolo per poi aprire uno studio proprio in via Deganutti. Negli anni ottanta trasferì lo studio in via Graonet, dove egli rimase fino al 2001 per poi spostarsi, negli ultimi anni di attività, in viale Ledra.
Nel 1958 vinse il concorso per la progettazione dell'Istituto tecnico industriale "A. Malignani" e ottenne, assieme al gruppo di lavoro costituito da Renzo Agosto, Emilio Mattioni e Roberto Panelli (il noto "Studio di via Mazzini"), l'incarico per il relativo progetto esecutivo e la direzione dei lavori. Gli architetti riuscirono a contemperare le esigenze di tipo didattico con quelle applicative e pratiche, entrambe presenti in un istituto tecnico professionale, suddividendo gli spazi a seconda delle funzioni d'insegnamento. Con lo stesso spirito realizzarono fra il 1963 e il 1967 l'Istituto tecnico industriale "J. F. Kennedy" di Pordenone. Negli anni settanta Pascolo progetta, assieme a Renzo Agosto, l'Istituto professionale "A. Candoni" di Tolmezzo.
Fra le altre opere pubbliche si segnalano, nel contesto di espansione edilizia avviata dagli anni cinquanta, le case IACP in via Chisimaio di Udine, insieme a Renzo Agosto (1973-1975), la sistemazione della piazza centrale di Martignacco e l'arredo urbano in Merlana di Trivignano Udinese (anni novanta). Partecipò attivamente al recupero degli edifici danneggiati dal terremoto in Friuli del 1976 sia come membro di commissioni sia come esecutore di interventi e di recuperi funzionali. Importanti i suoi lavori per edifici a corte quali il borgo storico di Masarolis di Torreano e l'ex convento agostiniano di Tenzone, adibito a casa per anziani. Pascolo restaurò anche la casa natale di David Maria Turoldo a Coderno di Sedegliano e la villa ottocentesca di Basiliano, che adattò a biblioteca e a centro polifunzionale.
Nell'ambito urbanistico si occupò, fin dagli anni sessanta, di piani regolatori generali come quelli per i comuni di Codroipo, Cividale del Friuli, Nimis, Trivignano Udinese, Palmanova; fra i piani particolareggiati ricordiamo quello di Bosco Romagno e di Bosco Flessiva, in collaborazione con Franco Vattolo, di Borgo Brossana a Cividale del Friuli e di Borgo Grazzano a Udine. Nella progettazione di case private, si dedicò perlopiù ad edifici residenziali.
Fu membro della Commissione regionale consultiva per i beni ambientali dal 1988 al 1992 e membro del Comitato tecnico regionale dal 1983 al 1993. È stato autore di alcune pubblicazioni sull'architettura delle abitazioni rurali quali: Guida agli interventi edilizi nei centri rurali (1974), Case della slavia friulana (1993), Guida al recupero dell'architettura spontanea (2006).
Morì a Udine il 5 settembre 2017, all'età di novant'anni.